# Танталлон

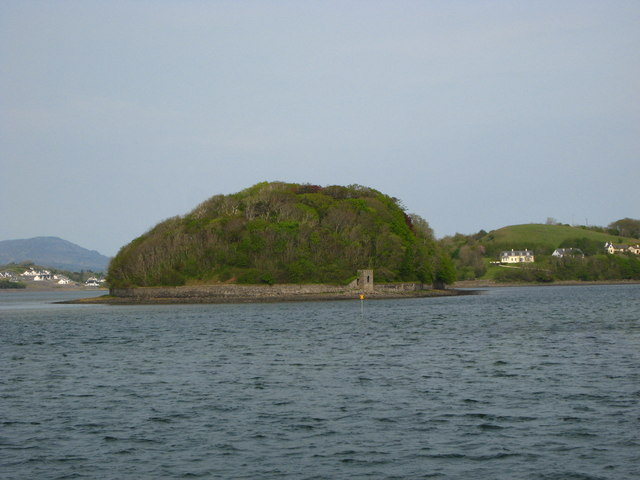

Танталлон (Маунтчарльс; англ. Mountcharles , также Tawnaghtallan; ирл. Moin Séarlas) — деревня в Ирландии, находится в графстве Донегол (провинция Ольстер).

## Демография
Население — 497 человек (по переписи 2006 года). В 2002 году население было 432 человек.
Данные переписи 2006 года:
| Общие демографические показатели |               |                               |                               |      |      |
| Всё население                    | Всё население | Изменения населения 2002—2006 | Изменения населения 2002—2006 | 2006 | 2006 |
| 2002                             | 2006          | чел.                          | %                             | муж. | жен. |
| 432                              | 497           | 65                            | 15                            | 272  | 225  |